# Петрич (община)
Петрич (болг. община Петрич) — община в Благоєвградській області, Болгарія. Населення становить 55 714 осіб (станом на 2011 р.). Адміністративний центр громади — однойменне місто.